# لوئیز آرشامبو
لوئیز آرشامبو (فرانسوی: Louise Archambault‎) کارگردان فیلم و فیلم‌نامه‌نویس اهل کانادا است. وی دانش‌آموختهٔ دانشگاه کنکوردیا در مونترآل است و مدرک کارشناسی ارشد دارد.
از فیلم‌هایی که وی در آن‌ها نقش داشته است، می‌توان به عزم راسخ ایرنا اشاره نمود.